# Llanito
Llanito és la barreja d'anglès i castellà en la seva varietat andalusa utilitzat habitualment pels habitants de Gibraltar. Consisteix principalment en una mescla d'anglès i castellà, comparable amb l'spanglish, que barreja l'anglés britànic propi del Penyal i el castellà andalús. Així mateix, el llanito també té més de 500 termes lèxics procedents del genovés, l'hebreu, l'àrab, el portuguès i el maltès.
L'origen del terme és incert. Hi ha els qui s'inclinen a pensar que ve del nom propi «John» (afectuosament Johnny), molt comú en la llengua anglesa, o bé al gran nombre de «Giovanni» (afectuosament Gianni) de la nodrida colònia genovesa que habitava el territori, o bé a una denominació en to jocós o irònic per part de la població andalusa de la zona que envolta el Camp de Gibraltar, al·ludint a la poca planura del terreny del penyal i el seu caràcter escabrós.
Llanito és també un gentilici afectuós per als habitants del territori abans esmentat.

## Exemples
Llanito: Hombre, I'm telling you que no puede...

Castellà: Hombre, te digo que no puedes...

Anglés: Man, I'm telling you (that) you can't...

Català: Home, et dic que no pots...

Llanito: Hay un call pa ti.

Castellà: Tienes una llamada.

Anglés: There's a call for you.

Català: Tens una trucada.

Llanito: Sí, pero at the end of the day... 

Castellà: Sí, pero a fin de cuentas...

Anglés: Yes, but at the end of the day...

Català: Sí, però al cap i a la fi...

Llanito: Te llamo p'atrá anyway.

Castellà: Te devuelvo la llamada de todas maneras.

Anglés: I'll call you back anyway.

Català: Et torno la trucada de totes maneres.

Llanito: In case of the flies.

Castellà: Por si las moscas.